# Krzyżowice (województwo śląskie)

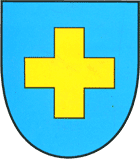
Nieoficjalny herb wsi Krzyżowice

Krzyżowice (niem. Kreutzdorf) – wieś w Polsce położona w województwie śląskim, w powiecie pszczyńskim, w gminie Pawłowice. Powierzchnia sołectwa wynosi 9,86 km², a liczba ludności 1036, co daje gęstość zaludnienia równą 105,1 os./km².

## Historia
Miejscowość po raz pierwszy wzmiankowana została w łacińskim dokumencie Liber fundationis episcopatus Vratislaviensis (pol. Księga uposażeń biskupstwa wrocławskiego), spisanej za czasów biskupa Henryka z Wierzbna ok. 1305 w szeregu wsi położonych w okolicy Żor i Wodzisławia (ville circa Zary et Wladislaviam), zobowiązanych do płacenia dziesięciny biskupstwu we Wrocławiu, w postaci item in Grisowitz debent esse septuaginta minus uno mansi (Także Grisowitz jest zobowiązany do płacenia podatku z 69 łanów).
W dokumencie sprzedaży dóbr pszczyńskich wystawionym przez Kazimierza II cieszyńskiego w języku czeskim we Frysztacie w dniu 21 lutego 1517 roku wieś została wymieniona jako Krziziowicze.
W XVI wieku właścicielem Krzyżowic był Girzyk Slezana, następnie Jan Pawłowski. Powstał tu wówczas folwark pańszczyźniany.
Od połowy XVI wieku wszyscy mieszkańcy Krzyżowic byli ewangelikami. Protestantyzm utrzymywał się do połowy XVII wieku.
W 1921 podczas plebiscytu za Polską głosowało 257 osób (56,7%).
Na początku marca 1945 roku ewakuowano mieszkańców Krzyżowic, ponieważ wieś leżała w bezpośrednim sąsiedztwie frontu. Do końca listopada 1945 roku Krzyżowice tworzyły samodzielną gminę, a 1 grudnia 1945 weszły w skład gminy zbiorczej z siedzibą w Pawłowicach. W 1972 weszły w skład utworzonej gminy Pawłowice. W latach 1975–1998 miejscowość administracyjnie należała do województwa katowickiego.

## Zabytki
Według Narodowego Instytutu Dziedzictwa, w miejscowości znajdują się następujące obiekty zabytkowe:
- kościół parafialny pw. św. Michała Archanioła, z 1799 r. z obrazem Matki Boskiej Krzyżowickiej, murowany, barokowy (nr rej.: 445/65 z 14.12.1965);
- plebania z 1788 r.[9] (nr rej.: j.w.);
- kapliczka z 1887 r., murowana, wewnątrz figura św. Jana Nepomucena[9].

## Turystyka
Przez miejscowość przebiegają następujące trasy rowerowe:
- czarna trasa rowerowa nr 188, istniejąca pod nazwą Trakt Czarnego Skarbu
- żółta trasa rowerowa, istniejąca pod nazwą Trakt Żorski

## Urodzeni w Krzyżowicach (m. in.)
- Alojzy Nikodem Fizia – dowódca powstańców w powiecie pszczyńskim w I powstaniu śląskim.
- Tomasz Kowalczyk – działacz społeczny, gospodarczy i narodowy na Górnym Śląsku, publicysta oraz prezes Polskiego Towarzystwa Gimnastycznego „Sokół” na Górnym Śląsku.
- Jan Jakub Kowalczyk – polski działacz narodowy i polityczny na Śląsku, pisarz, dziennikarz, ekonomista, urzędnik konsularny i senator w II RP[10].